# 2024년 4월
| 2024년: 1월 · 2월 · 3월 · 4월 · 5월 · 6월 · 7월 · 8월 · 9월 · 10월 · 11월 · 12월 |

| \| 2024년 4월 1일 (월요일) \| \| 편집 \| |  |      |
|                                          |  |      |
| 2024년 4월 1일 (월요일)                  |  | 편집 |

| 2024년 4월 1일 (월요일) |  | 편집 |

| \| 2024년 4월 2일 (화요일) \| \| 편집 \| |  |      |
|                                          |  |      |
| 2024년 4월 2일 (화요일)                  |  | 편집 |

| 2024년 4월 2일 (화요일) |  | 편집 |

| \| 2024년 4월 3일 (수요일) \| \| 편집 \| |  |      |
| 사회 - 에버랜드에 있었던 푸바오가 중화인민공화국 청두시 소재 자이언트판다 기지로 반환되었다. 재해 - 중화민국 화롄현 남남동쪽 23km 해역에서 규모 7.2의 지진이 발생했다. |  |      |
| 2024년 4월 3일 (수요일) |  | 편집 |

| 2024년 4월 3일 (수요일) |  | 편집 |

| \| 2024년 4월 4일 (목요일) \| \| 편집 \| |  |      |
|                                          |  |      |
| 2024년 4월 4일 (목요일)                  |  | 편집 |

| 2024년 4월 4일 (목요일) |  | 편집 |

| \| 2024년 4월 5일 (금요일) \| \| 편집 \| |  |      |
|                                          |  |      |
| 2024년 4월 5일 (금요일)                  |  | 편집 |

| 2024년 4월 5일 (금요일) |  | 편집 |

| \| 2024년 4월 6일 (토요일) \| \| 편집 \| |  |      |
|                                          |  |      |
| 2024년 4월 6일 (토요일)                  |  | 편집 |

| 2024년 4월 6일 (토요일) |  | 편집 |

| \| 2024년 4월 7일 (일요일) \| \| 편집 \| |  |      |
|                                          |  |      |
| 2024년 4월 7일 (일요일)                  |  | 편집 |

| 2024년 4월 7일 (일요일) |  | 편집 |

| \| 2024년 4월 8일 (월요일) \| \| 편집 \| |  |      |
|                                          |  |      |
| 2024년 4월 8일 (월요일)                  |  | 편집 |

| 2024년 4월 8일 (월요일) |  | 편집 |

| \| 2024년 4월 9일 (화요일) \| \| 편집 \| |  |      |
|                                          |  |      |
| 2024년 4월 9일 (화요일)                  |  | 편집 |

| 2024년 4월 9일 (화요일) |  | 편집 |

| \| 2024년 4월 10일 (수요일) \| \| 편집 \| |  |      |
| 정치와 선거 - 대한민국에서 제22대 국회의원 선거가 실시되었다. 상반기 재보궐선거도 함께 실시되었다. - 국회의원 선거 결과 제1 야당인 더불어민주당이 단독 과반으로 승리하였다. 지역구 국회의원 254석 중 161석을 얻었으며, 비례연합정당인 더불어민주연합(득표율 26.69%)에서 14번까지 당선되었다. 민주당계 정당이 야당으로 치른 총선에서 처음으로 과반 의석을 얻었다. 여당인 국민의힘(윤석열 대통령 소속)은 108석을 얻었다. 지역구 90석, 비례대표용 위성정당인 국민의미래(득표율 36.67%)에서 18 석이다. 이에 따라, 윤석열 정부는 집권 중 여소야대 상태가 이어지게 되었다. - 국회의원 선거에서 조국혁신당은 비례대표만 공천하였다. 개표 결과 세 번째인 24.25%의 득표율을 기록, 12석을 얻었다. - 국회의원 지역구 선거(전체 254 석)에서는 98.81%에 해당하는 251개 선거구에서 더불어민주당(161)과 국민의힘(90) 소속 후보자가 당선되었다. 그 외 울산 북구(윤종오, 진보당), 세종 세종특별자치시 갑(김종민, 새로운미래), 경기 화성시 을(이준석, 개혁신당) 등 3개 선거구에서 기타 정당의 후보자가 당선되었으며, 무소속 지역구 당선자는 없었다. - 국회의원 비례대표 선거(전체 46석)에서는 국민의미래가 18석, 더불어민주연합이 14석, 조국혁신당이 12석, 개혁신당이 2석을 각각 얻었다. |  |      |
| 2024년 4월 10일 (수요일) |  | 편집 |

| 2024년 4월 10일 (수요일) |  | 편집 |

| \| 2024년 4월 11일 (목요일) \| \| 편집 \| |  |      |
|                                           |  |      |
| 2024년 4월 11일 (목요일)                  |  | 편집 |

| 2024년 4월 11일 (목요일) |  | 편집 |

| \| 2024년 4월 12일 (금요일) \| \| 편집 \| |  |      |
|                                           |  |      |
| 2024년 4월 12일 (금요일)                  |  | 편집 |

| 2024년 4월 12일 (금요일) |  | 편집 |

| \| 2024년 4월 13일 (토요일) \| \| 편집 \| |  |      |
| 국제 관계 - 2024년 이란의 이스라엘 공습 - 2024년 이란이 이스라엘의 다마스쿠스 주재 이란 영사관 공습에 대한 보복으로 미사일과 드론 등을 이용해 이스라엘을 공습했다. |  |      |
| 2024년 4월 13일 (토요일) |  | 편집 |

| 2024년 4월 13일 (토요일) |  | 편집 |

| \| 2024년 4월 14일 (일요일) \| \| 편집 \|                                                |  |      |
| 국제 관계 - 2024년 이란의 이스라엘 공습 - 2024년 이란이 이스라엘에 대한 공습을 이어갔다. |  |      |
| 2024년 4월 14일 (일요일)                                                                 |  | 편집 |

| 2024년 4월 14일 (일요일) |  | 편집 |

| \| 2024년 4월 15일 (월요일) \| \| 편집 \|                            |  |      |
| 스포츠 - 카타르에서 2024년 AFC U-23 아시안컵 축구 경기가 개최되었다. |  |      |
| 2024년 4월 15일 (월요일)                                             |  | 편집 |

| 2024년 4월 15일 (월요일) |  | 편집 |

| \| 2024년 4월 16일 (화요일) \| \| 편집 \|                                                                                                  |  |      |
| 사고와 재해 - 세월호 침몰 사고 10주년을 맞이해 경기도 안산시 화랑유원지와 전국 각지에서 '세월호 참사 10주기 기억식' 등 추모 행사가 열렸다. |  |      |
| 2024년 4월 16일 (화요일) |  | 편집 |

| 2024년 4월 16일 (화요일) |  | 편집 |

| \| 2024년 4월 17일 (수요일) \| \| 편집 \| |  |      |
|                                           |  |      |
| 2024년 4월 17일 (수요일)                  |  | 편집 |

| 2024년 4월 17일 (수요일) |  | 편집 |

| \| 2024년 4월 18일 (목요일) \| \| 편집 \| |  |      |
|                                           |  |      |
| 2024년 4월 18일 (목요일)                  |  | 편집 |

| 2024년 4월 18일 (목요일) |  | 편집 |

| \| 2024년 4월 19일 (금요일) \| \| 편집 \| |  |      |
|                                           |  |      |
| 2024년 4월 19일 (금요일)                  |  | 편집 |

| 2024년 4월 19일 (금요일) |  | 편집 |

| \| 2024년 4월 20일 (토요일) \| \| 편집 \| |  |      |
|                                           |  |      |
| 2024년 4월 20일 (토요일)                  |  | 편집 |

| 2024년 4월 20일 (토요일) |  | 편집 |

| \| 2024년 4월 21일 (일요일) \| \| 편집 \| |  |      |
|                                           |  |      |
| 2024년 4월 21일 (일요일)                  |  | 편집 |

| 2024년 4월 21일 (일요일) |  | 편집 |

| \| 2024년 4월 22일 (월요일) \| \| 편집 \| |  |      |
|                                           |  |      |
| 2024년 4월 22일 (월요일)                  |  | 편집 |

| 2024년 4월 22일 (월요일) |  | 편집 |

| \| 2024년 4월 23일 (화요일) \| \| 편집 \| |  |      |
|                                           |  |      |
| 2024년 4월 23일 (화요일)                  |  | 편집 |

| 2024년 4월 23일 (화요일) |  | 편집 |

| \| 2024년 4월 24일 (수요일) \| \| 편집 \|                                                                      |  |      |
| 국제 관계 - 니카라과 정부가 대한민국 외교부에 재정 문제를 이유로 주한 니카라과 대사관을 폐쇄하겠다고 통보했다. |  |      |
| 2024년 4월 24일 (수요일)                                                                                       |  | 편집 |

| 2024년 4월 24일 (수요일) |  | 편집 |

| \| 2024년 4월 25일 (목요일) \| \| 편집 \| |  |      |
|                                           |  |      |
| 2024년 4월 25일 (목요일)                  |  | 편집 |

| 2024년 4월 25일 (목요일) |  | 편집 |

| \| 2024년 4월 26일 (금요일) \| \| 편집 \| |  |      |
|                                           |  |      |
| 2024년 4월 26일 (금요일)                  |  | 편집 |

| 2024년 4월 26일 (금요일) |  | 편집 |

| \| 2024년 4월 27일 (토요일) \| \| 편집 \| |  |      |
|                                           |  |      |
| 2024년 4월 27일 (토요일)                  |  | 편집 |

| 2024년 4월 27일 (토요일) |  | 편집 |

| \| 2024년 4월 28일 (일요일) \| \| 편집 \| |  |      |
|                                           |  |      |
| 2024년 4월 28일 (일요일)                  |  | 편집 |

| 2024년 4월 28일 (일요일) |  | 편집 |

| \| 2024년 4월 29일 (월요일) \| \| 편집 \| |  |      |
| 정치와 선거 - 윤석열 정부가 출범한 2022년 5월 10일 이후 720일 만에 용산 대통령실에서 윤석열 대통령과 더불어민주당 이재명 당대표의 첫 여야 영수회담이 열렸다. 두 인사 및 양측 배석자 3명 등 8명이 참석한 가운데 약 15분에 걸친 이재명 대표의 모두발언이 공개되었으며, 이후 비공개로 전환되어 진행되었다. - 이에 앞서 2022년 8월 더불어민주당의 대표로 선출된 이재명 대표의 회동 요청에 대하여 윤 대통령이 줄곧 이를 거부해 왔으나, 2024년 4월 10일 실시된 제22대 총선에서 더불어민주당이 제22대 국회 단독 과반 의석을 확보한 상황에서 영수회담이 이루어졌다. |  |      |
| 2024년 4월 29일 (월요일) |  | 편집 |

| 2024년 4월 29일 (월요일) |  | 편집 |

| \| 2024년 4월 30일 (화요일) \| \| 편집 \| |  |      |
|                                           |  |      |
| 2024년 4월 30일 (화요일)                  |  | 편집 |

| 2024년 4월 30일 (화요일) |  | 편집 |

| <          | 2024년 4월  | 2024년 4월 | 2024년 4월 | 2024년 4월 | 2024년 4월 | >          |
| 일         | 월          | 화         | 수         | 목         | 금         | 토         |
|            | 1 2.23 을미 | 2 24 병신  | 3 25 정유  | 4 26 무술  | 5 27 기해  | 6 28 경자  |
| 7 29 신축  | 8 30 임인   | 9 3.1 계묘 | 10 2 갑진  | 11 3 을사  | 12 4 병오  | 13 5 정미  |
| 14 6 무신  | 15 7 기유   | 16 8 경술  | 17 9 신해  | 18 10 임자 | 19 11 계축 | 20 12 갑인 |
| 21 13 을묘 | 22 14 병진  | 23 15 정사 | 24 16 무오 | 25 17 기미 | 26 18 경신 | 27 19 신유 |
| 28 20 임술 | 29 21 계해  | 30 22 갑자 |            |            |            |            |

| - 2024년 - 3월 - 4월 - 5월 - 4월 10일 - 대한민국 국회의원 선거 - 2024년 대한민국 재보궐선거(상반기) 편집하기 |